# Småblommig lyktört
Småblommig lyktört (Physalis minima) är en potatisväxtart som beskrevs av Carl von Linné. Enligt Catalogue of Life ingår Småblommig lyktört i släktet lyktörter och familjen potatisväxter, men enligt Dyntaxa är tillhörigheten istället släktet lyktörter och familjen potatisväxter. Arten förekommer tillfälligt i Sverige, men reproducerar sig inte. Inga underarter finns listade i Catalogue of Life.

## Bildgalleri

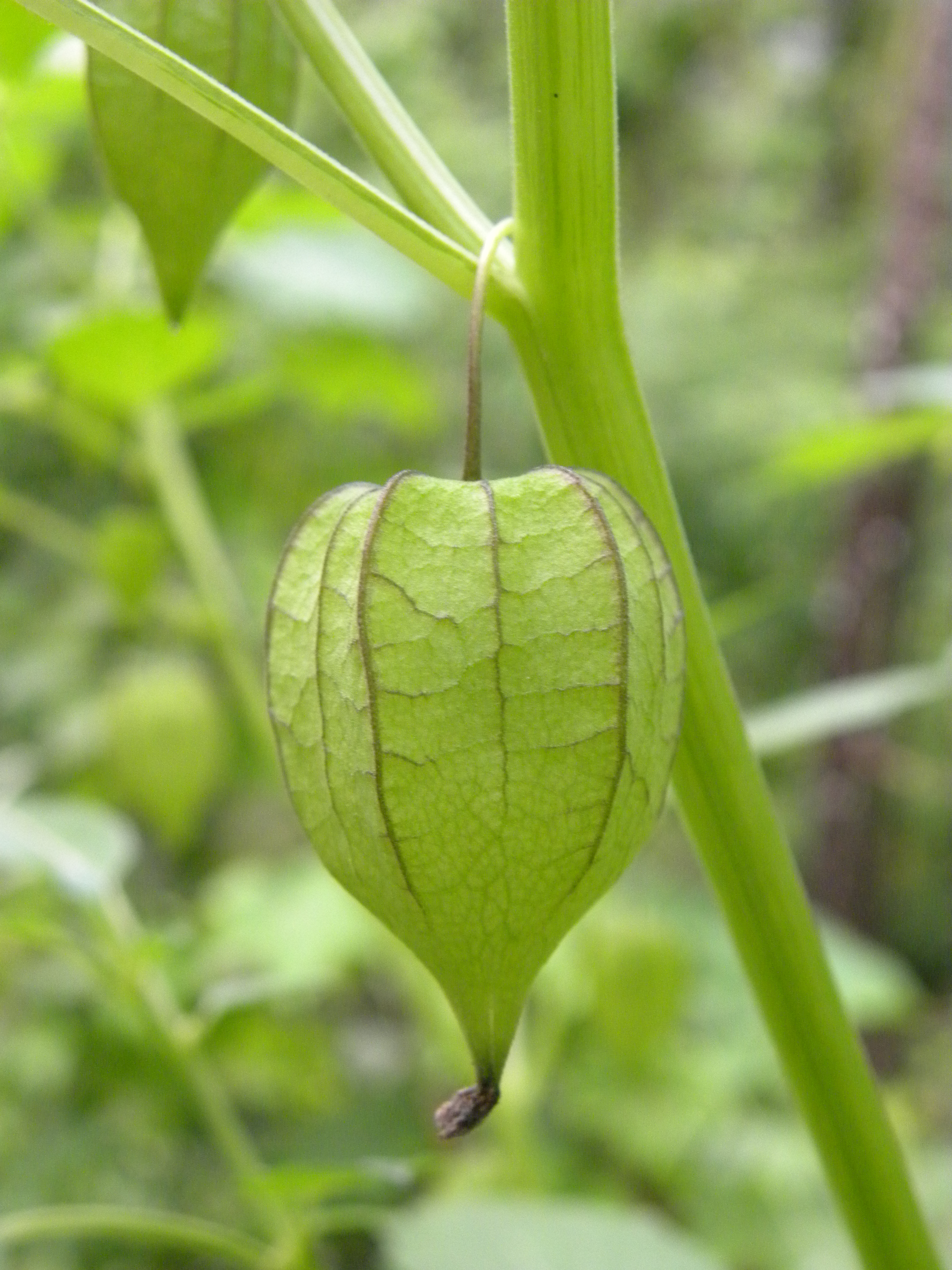
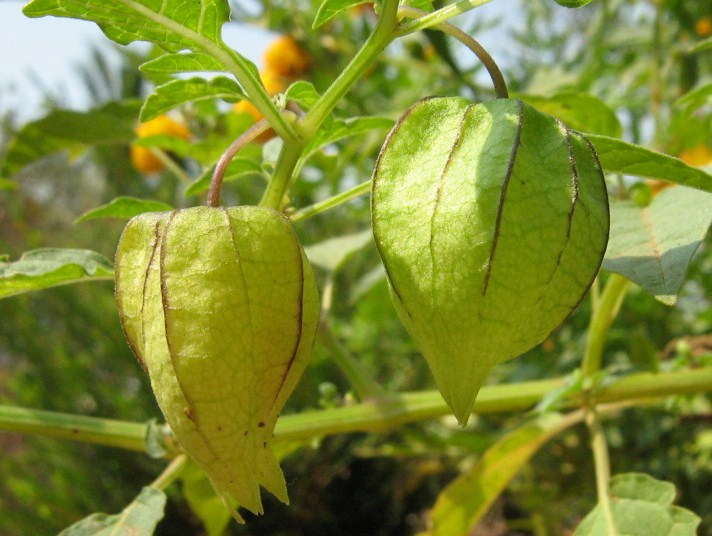
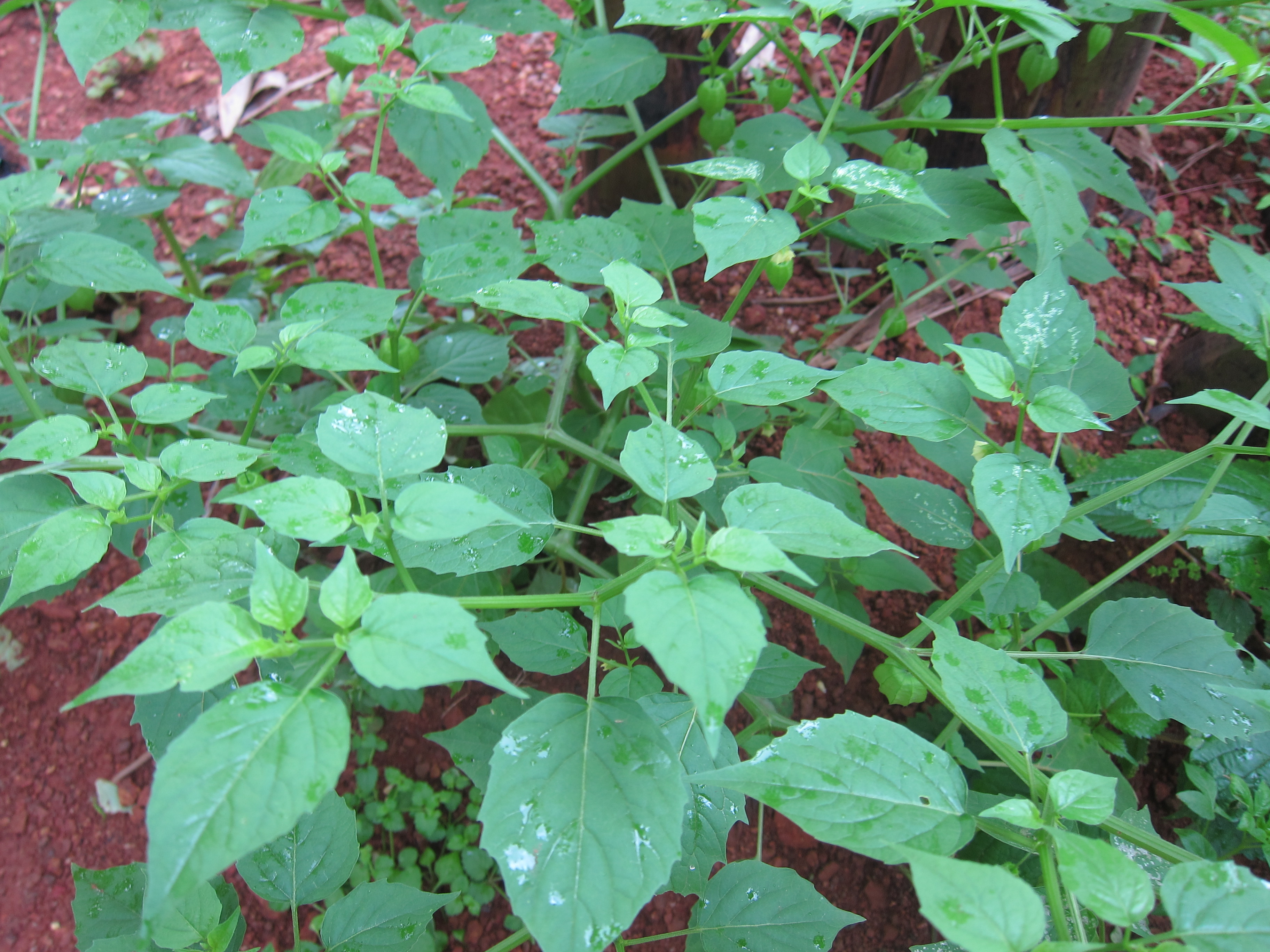
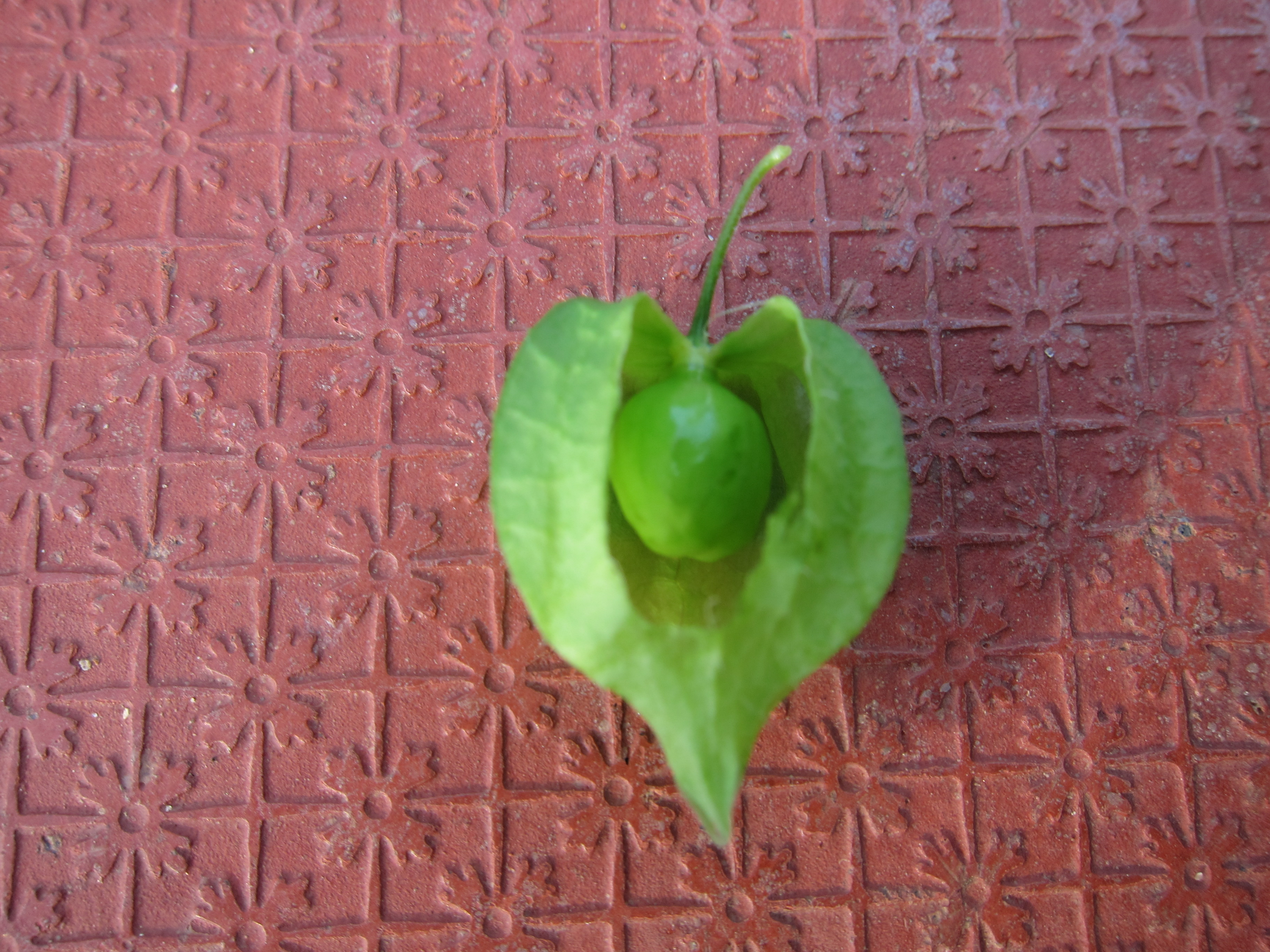
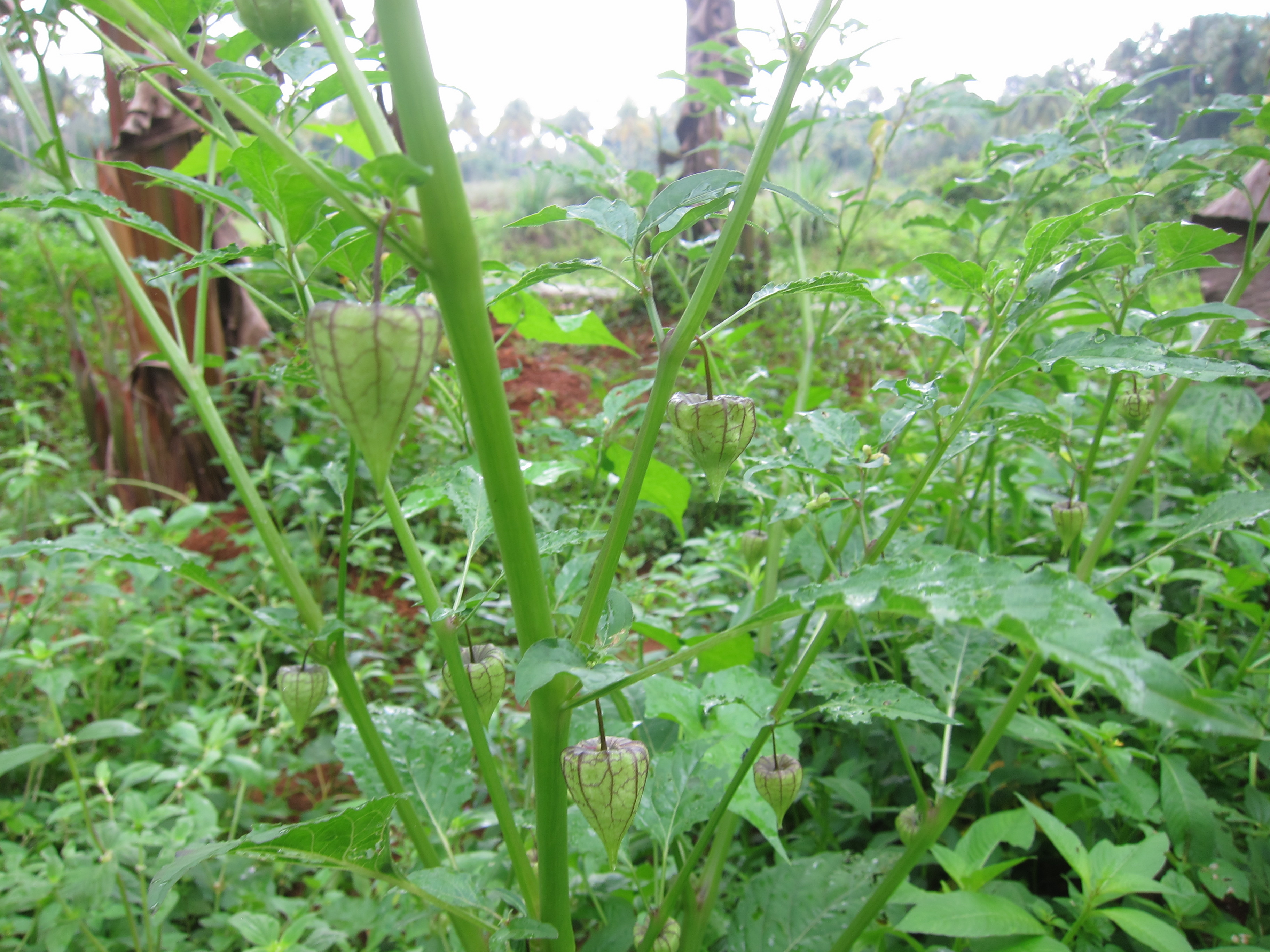
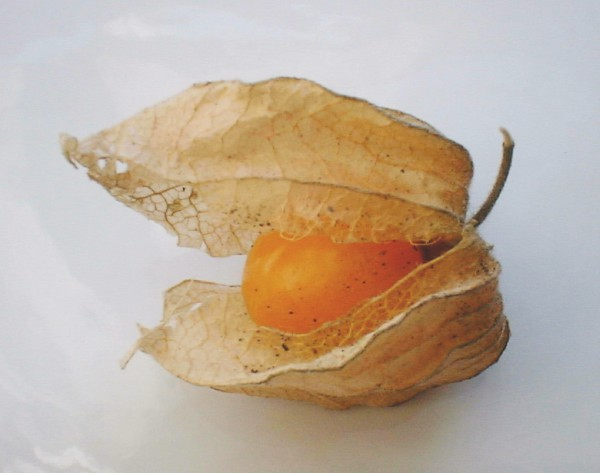